# Стшижево-Косьцельне
Стшижево-Косьцельне (пол. Strzyżewo Kościelne) — село в Польщі, у гміні Ґнезно Гнезненського повіту Великопольського воєводства.
Населення — 220 осіб (2011).
У 1975-1998 роках село належало до Познанського воєводства.

## Демографія
Демографічна структура станом на 31 березня 2011 року:
|          | Загалом | Допрацездатний вік | Працездатний вік | Постпрацездатний вік |
| -------- | ------- | ------------------ | ---------------- | -------------------- |
| Чоловіки | 110     | 24                 | 78               | 8                    |
| Жінки    | 110     | 22                 | 63               | 25                   |
| Разом    | 220     | 46                 | 141              | 33                   |